# Tingvoll
Tingvoll és un municipi situat al comtat de Møre og Romsdal, Noruega. Té 3.103 habitants (2016) i té una superfície de 336.92 km². El centre administratiu del municipi és el poble de Tingvollvågen.